# Fontána (Vladislav Gajda)
Fontána je štíhlá socha a vodní fontána, která se nachází na náměstí Plk. Adolfa Musálka v Ostravě Martinově v Moravskoslezském kraji. Autorem díla je známý český akademický sochař Vladislav Gajda (1925-2010).

## Popis díla a jeho historie
Exteriérové dílo je ve tvaru válce se šroubovicí a je vytvořeno ze slezské žuly a betonu a umístěné na soklu ve středu kašny. Sokl má tvar asymetrického kříže. Kašna má čtvercový půdorys. Vzniklo v rámci úpravy martinovské návsí na náměstí v roce 2002. Místo je celoročně volně přístupné.

## Další informace
U opačné strany náměstí, u silnice Martinovská, se nachází obecní zvonice Martinov.